# چند دختر
چند دختر (به انگلیسی: Some Girl) فیلمی محصول سال ۱۹۹۸ و به کارگردانی روری کلی است. در این فیلم بازیگرانی همچون ماریسا ریبیسی، جولیت لوئیس، مایکل راپاپورت، جووانی ریبیسی، پاملا ادلون، ترور گودارد، گلن کوئین، جان گتز، جرمی سیستو و مارک ولی ایفای نقش کرده‌اند.